# Sam'al
Sam'al, Yu'addī of Bit Gabari, Assyrisch voor 'huis van Gabbar', was een klein Aramees vorstendom aan de oostzijde van de noordelijke pas over het Amanusgebergte, de Amanuspoort, die de grens met Que vormde. Het reikte slechts 35 km naar het oosten tot aan de Kurd Dagh (het Koerdisch gebergte), en van noord naar zuid mat het niet meer dan 50 km. De plaats ligt in een vrij smal dal dat het noordelijkste uiteinde vormt van de Grote Slenk, een plaatgrens die doorloopt tot in Mozambique. De stad moet zo'n 8000 inwoners geteld hebben. De ruïneheuvel ervan staat bekend als Zincirli en is gelegen in het district İslahiye. Er was een ommuurde citadel met een enkele poort. Opgravingen zijn al aan het eind van de 19e eeuw begonnen en duren nog voort.

## Geschiedenis van de opgravingen
Opgravingen zijn hier al vroeg begonnen onder leiding van de Oostenrijkse archeoloog Felix von Luschan en Robert Koldewey van het museum van Berlijn. De opgravingen besloegen een periode van vijf jaar: 1888-1902. De vondsten werden in alle details beschreven in vijf grote boeken waarvan er een pas vrij laat (1943) verschenen is. Het werk concentreerde zich vooral op de citadel met zijn koninklijk paleis. De opgravingen werden voor die tijd zeker met alle nauwkeurigheid doorgevoerd, maar de archeologische methoden waren nog vrij grof zodat er ook zaken verloren gegaan zijn. Meer dan een eeuw later (2006-2012) werd er opnieuw gegraven door een ploeg van de universiteit van Chicago onder leiding van Dr. David Schloen. De expeditie staat bekend als de Neubauer-expeditie, naar de geldschieters ervoor.

## Taal
De bevolking was Sam' alisch dat tot het Aramees wordt gerekend (Gzella, 2017). Er zijn inscripties gevonden in een vroege variant van Fenicisch (van Kulamuwa 840/835-815/810). Latere inschriften zijn in het Sam'alisch, een plaatselijk Aramees dialect, en in de tijd van Barrakib verschuift dit naar standaard Vroeg-Aramees. Maar ook het Luwisch en zijn hiërogliefen komen voor op een zegel van Barrakib.

## Religie
In 2008 werd er een stèle van een hoge ambtenaar van Panamuwa, Kuttamuwa, gevonden die enig licht op de denkbeelden van de bewoners ten aanzien van de dood werpt. De doden werden waarschijnlijk gecremeerd. De inwoners geloofden dat iemands ziel in de botten huisde en die moesten derhalve bewaard blijven. Kuttamuwa's stèle zegt expliciet dat zijn ziel in deze steen huist. Men richtte dus dit soort stenen op om de ziel na de dood een woning te bieden.

## Geschiedenis
De stad werd nieuw gesticht in de Vroege IJzertijd. Er is eerder wel bewoning geweest (het Hettitische Uša?), maar daar is pas in 2015 iets van gevonden. De plaats wordt een enkele keer genoemd in de tijd van de Assyrische karu. maar was schijnbaar onbewoond in de Late Bronstijd. Gabbar was waarschijnlijk de stichter en eerste koning van de nieuwe nederzetting, maar tot de tijd van Hayya (Hayuna) weten we niet veel.
Hayuna was betrokken bij een alliantie tegen Assyrië die niet erg goed afliep. Salmanasser III trok van Gurgum naar Lutibu -niet ver van Zincirli, mogelijk Sakçagözü of anders Yesemek- de versterkte vesting van Hayanu van Sam'al en versloeg hem er samen met drie van zijn bondgenoten, Sapalulme van Patin, Ahuni van Bit Agusi en Sangara van Karkamis. Later in 857 ontving hij van Qalparunda van Patin, Hayuna "zoon van Gabbar" (Sam'al), Qatazilu van Kummuh en Sangara van Karkemis een eenmalige schatting. Daaronder was ook ivoor van de nog in deze streek voorkomende olifanten. Na deze tijd kreeg Sam'al wat rust.
Volgens een Fenicische inscriptie van Kilamuwa van Sam'al riep deze koning zelfs de hulp in van de Assyriërs tegen de agressie van de koning van de Danuniërs (Que). Kulamuwa was de broer van Sha'il die mogelijk vermoord was. De politieke situatie was altijd precair zoals Kulamuwa zelf zegt:

Mijn vaders huis was midden tussen machtige koningen, en ieder strekte zijn hand uit om te strijden.

Koning Qurila (Qarli) wordt genoemd in een inscriptie van zijn zoon Panamuwa I die beschrijft hoe zijn vader zich inspande voor de militaire opbouw en de versterking van de vestingwerken. In 805/4 bleek dat geen luxe omdat Adad-nirari III ten strijde trok. Sam'al was een bondgenoot van Qalparunda van Gurgum en was opnieuw deel van de verliezende coalitie. Nadien werd Sam'al wijselijk een vazal van Assyrië.
Ook de binnenlandse politiek was roerig. Bar-sur werd vermoord. Panamuwa II was zijn zoon en hij kon met Assyrische steun terugkeren op de troon van Sam'al die een tijdje bezet geweest was door een (anti-Assyrische?) indringer. Hij was een trouw vazal van Assyrië en viel in de strijd om Damascus. Tiglat-Pileser liet het lijk naar Assur brengen en liet een grafmonument voor hem oprichten.
Barrakib was de laatste vorst. De annexatie was waarschijnlijk vredig, maar Sam'al werd daarna door Sargon II toevertrouwd aan Mugallu van Kummuh. Na de dood van Sargon II kwam deze Mugallu in opstand tegen de Assyrische suzereiniteit. Wat er precies in Sam'al gebeurde is minder duidelijk. De stad werd tussen 676 en 671 afgebrand, misschien door Mugallu. Na het eind van Mugallu's opstand (663) was Sam'al herbouwd en functioneerde het als een Assyrisch bastion tot het rijk uiteenviel.
| Vorst          |                                                                     | datum v.Chr.   |
| -------------- | ------------------------------------------------------------------- | -------------- |
| Gabbar         | waarschijnlijk de stichter                                          | ca. 900-880    |
| Banihu         | opvolger                                                            | ca. 880-870    |
| Hayyan, Hayuna | genoemd door Salmanasser III,                                       | 870-850        |
| Ša'il          | zoon van Hayya, vermoord?                                           | 850-840        |
| Kilamuwa       | zoon van Hayya                                                      | 840-810        |
| Qarli          |                                                                     | 810-790        |
| Panamuwa I     |                                                                     | 790-750        |
| Bar-Sur        | paleisrevolutie, zoon ontkomt naar Assur                            |                |
| usurpator      |                                                                     |                |
| Panamuwa II    | zoon, op de troon gezet door Tiglat-pileser III, viel voor Damascus | 743/740- 733/2 |
| Bar-Rakkāb     | op de troon gezet tot de annexatie                                  | 733/2 - 713?   |

Bit Agusi · Bit-Bahiani · Gurgum · Halab · Hamath · Hatarikka · Hilakku · Kammanu · Karkemis · Kummuh · Pattina · Que · Sam'al · Tabal · Til-Barsip